# Hemicyrthus chazeaui
Hemicyrthus chazeaui är en skalbaggsart som beskrevs av Roger Paul Dechambre 1982. Hemicyrthus chazeaui ingår i släktet Hemicyrthus och familjen Dynastidae.
Artens utbredningsområde är Nya Kaledonien. Inga underarter finns listade i Catalogue of Life.